# Grande-Hesse
 (novembre 2023).
Si vous disposez d'ouvrages ou d'articles de référence ou si vous connaissez des sites web de qualité traitant du thème abordé ici, merci de compléter l'article en donnant les références utiles à sa vérifiabilité et en les liant à la section « Notes et références ».
Pour les articles homonymes, voir Hesse.

Le territoire de la Grande-Hesse (en surbrillance orange), Land de Hesse

La Grande-Hesse (Groß-Hessen en allemand) était le nom provisoire d'une partie de territoire allemand situé en Zone d'occupation américaine, à la fin de la Seconde Guerre mondiale. Il a été constitué par le Conseil de contrôle allié, le 19 septembre 1945 et forma le nouveau Land de Hesse, le 1er décembre 1946.

## Formation
La Grand-Hesse regroupait des éléments de deux Länder dissous :
- La partie de l'État populaire de Hesse située sur la rive droite du Rhin, c'est-à-dire la Haute-Hesse (capitale : Giessen) et le Starkenburg (capitale : Darmstadt),
- Les provinces prussiennes de Hesse (capitale : Cassel) et de Nassau (capitale : Wiesbaden). Ces deux provinces furent constituées lors de la scission de la province de Hesse-Nassau en 1944.

La troisième province de Hesse, la Hesse rhénane (Rheinhessen), ayant pour capitale Mayence, ainsi que la partie occidentale de la province de Nassau (contenant le Westerwald) fut octroyée à la zone d'occupation française (qui devint finalement une partie de l'actuel Land de Rhénanie-Palatinat). Pour plus de facilité, on fixa la démarcation entre la Hesse rhénane et la Grande-Hesse, en suivant strictement le cours du Rhin. Ainsi, pas moins de six enclaves de Hesse rhénane situées sur la rive droite de fleuve se retrouvèrent en zone américaine — tel est le cas par exemple du district de Mainz-Kastel qui en est le parfait exemple : quartier de Mayence avant 1945, il fut intégré à Wiesbaden en zone américaine, alors que sa circonscription d'origine fut placée en zone française.
Un certain nombre de modifications territoriales mineures eurent également lieu : 
- L'enclave de Bad Wimpfen, qui auparavant appartenait à la province hessoise de Starkenburg, fut attribuée au nouveau Land de Wurtemberg-Bade.
- Une petite partie de la province prussienne de Hesse, contenant de la ville de Schmalkalden, fut placé en zone soviétique et sera ainsi intégré au Land de Thuringe.

Ce territoire fut nommé "Hesse", car la plupart des territoires qui le composait, avait précédemment appartenu au Landgraviat de Hesse, qui fut divisée à la mort de Philippe le Magnanime en 1567.

## La question de la capitale hessoise
Alors que la Proclamation no 2 du Conseil de contrôle allié délimita le territoire de la Grande Hesse, aucune capitale ne fut désignée, quatre villes furent alors envisagées pour remplir cette fonction :
- Francfort : l'ancienne ville impériale (annexée par la Prusse en 1866 en tant que "Ville libre de Francfort") était de loin la plus grande ville dans la nouvelle région. Étant donné son rôle comme ville d'élection de l'Empereur durant le  Saint-Empire romain germanique, puis siège du "Conseil fédéral" de la Confédération de l'Allemagne du Nord, Francfort a été considéré comme un candidat idéal pour une future capitale nationale de l'Allemagne de l'Ouest en l'absence d'un Berlin unifié. Toutefois, Francfort refusa d'être capitale, car n'ayant jamais fait partie du territoire hessois au cours de son histoire, on pensait alors que la ville n'aurait pas pu suffisamment s'identifier avec la nouvelle région. Une autre raison de l'inaptitude de Francfort à remplir ce rôle était le fait qu'une partie de la ville fut détruite par les bombardements alliés pendant la guerre.

- Darmstadt : l'ancienne capitale hessoise, fut également jugée inapte à cause de ses dommages de guerre.

- Cassel : la capitale de la province prussienne de Hesse a été considérée comme inadaptée, non seulement à cause de ses dommages de guerre, mais aussi en raison de sa situation excentrée au nord de la nouvelle région.

- Wiesbaden : la capitale de la province prussienne de Nassau ne subit que des dégâts relativement mineurs durant la guerre. Ce fait, combiné à celui de son emplacement sur un axe de liaison dans la Région métropolitaine Rhin-Main et au fait qu'elle était déjà un siège régional de l'administration militaire américaine, constitua un atout majeur pour la ville.

Le 12 octobre 1945, la première directive pour l'organisation de la Grande Hesse (Organisationsverfügung Nr. 1) fut annoncée. Le point no 1 de cette directive déclara que la capitale civile de la région de "Grande-Hesse" serait la ville de Wiesbaden, disposition qui entra en vigueur à partir de midi le jour-même.

## Administration
Outre l'installation de la capitale à Wiesbaden que le 12 octobre 1945, a vu la nomination de Karl Geiler professeur de haute école, comme ministre-président de la nouvelle entité. Geiler fut remplacé par Ludwig Bergsträsser politicien du SPD, qui fut ministre-président pendant un mois seulement, restant en fonction jusqu'à ce que son successeur put être démocratiquement élu.
Le 22 novembre 1945, une "constitution de l'État de Grande-Hesse" (Staatsgrundgesetz des Staates Groß-Hesse) fut introduit. Cette constitution provisoire fut remplacée le 1er décembre 1946 avec la création du Land de Hesse. Le même jour, les premières élections législatives eurent lieu et Christian Stock fut désigné le 20 décembre comme le premier ministre-président du Land de Hesse démocratiquement élu.